# Hartmut Stadtler
Hartmut Stadtler (* 9. August 1951) ist ein deutscher Logistikwissenschaftler. Er ist Leiter des Instituts für Logistik und Transport der Universität Hamburg.

## Leben
Stadtler studierte Betriebswirtschaftslehre an der Universität Hamburg und Operations Research an der London School of Economics and Political Science, er promovierte 1982 an der Universität Hamburg, wo er sich 1987 habilitierte.

## Werke
Stadtler hat in einer Reihe namhafter Fachzeitschriften publiziert, darunter in Management Science, in der Zeitschrift für Betriebswirtschaft und in Operations Research.